# Pomona-Plateau
Das Pomona-Plateau (englisch Pomona Plateau, in Argentinien Meseta Pomona) ist eine eisbedeckte und 300 m hoch gelegene Hochebene im westlichen Teil von Coronation Island im Archipel der Südlichen Orkneyinseln. Sie reicht von den Sandefjord Peaks bis zum Deacon Hill.
Der Falkland Islands Dependencies Survey nahm zwischen 1948 und 1950 Vermessungen vor. Das UK Antarctic Place-Names Committee benannte sie 1955. Dabei übertrug das Komitee eine Benennung des britischen Seefahrers James Weddell aus dem Jahr 1822 auf die hier beschriebene Hochebene. Weddell hatte in Unkenntnis über die Benennung von Coronation Island durch George Powell diese Insel nach der römischen Göttin Pomona benannt.